# دونالد جوهانسون
دونالد كارل جوهانسون (بالإنجليزية: Donald Johanson)‏ (مواليد 1943) عالم أمريكيون مختص في علم دراسة مستحاثات أسلاف البشر. أكبر انجازاته هو في مجال أحافير أشباه البشر حيث اكتشف عظام لأنثى قرد أطلق عليها اسم لوسي، يعتقد انها اقرب تطور من الحيوان إلى الإنسان.
له كتاب مترجم من منشورات المجمع الثقافي بالإمارات بعنوان: من مرحلة لوسي إلى مرحلة اللغة، صدر عام 2005 من ترجمة إياد ملحم.

## وصلات خارجية
- Institute of Human Origins at Arizona State University